# باترون منت

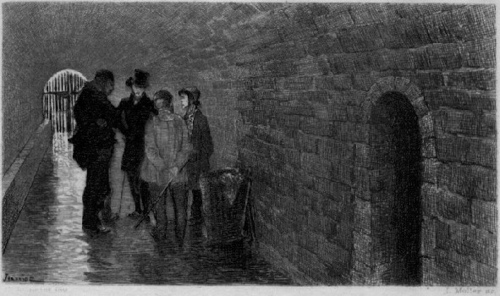
عصابة پاترون مِنِت ومخبؤهم في مجاري باريس

عصابة پاترون مِنِت (بالفرنسية: Patron-Minette) هي عصابة لصوص في باريس تظهر في رواية البؤساء لڤيكتور هوگو، وتعتبر أخطر عصابة في باريس وتتكون من أربعة أفراد يوصفون بالرواية على أنهم أربعة رؤوس لوحش واحد هو العصابة
تضم الجماعة:
- بابيه : رجل نحيل حاذق صغير الجسم
- مونتُپَراناس : شاب وسيم متأنق
- كلاكسو: رجل شبحي لا يظهر إلا في الضلام
- غولوميه:رجل قوي البنية